# NRJ Music Award du groupe/duo/troupe francophone de l'année
Le prix du Groupe/duo/troupe francophone de l'année est une récompense musicale décernée lors des NRJ Music Awards.
Bigflo et Oli est le duo le plus récompensé dans cette récompense avec 5 trophées à son actif.

## Nominations et récompenses multiples

### Récompenses multiples
| Artistes              | Récompenses | Année                          |
| --------------------- | ----------- | ------------------------------ |
| Bigflo et Oli         | 5           | 2017, 2018, 2019, 2022 et 2023 |
| Le Roi Soleil         | 2           | 2006 et 2007                   |
| Fréro Delavega        | 2           | 2015 et 2016                   |
| Vitaa et Slimane      | 2           | 2020 et 2021                   |
| Zebda                 | 1           | 2000                           |
| Les Dix Commandements | 1           | 2001                           |
| Garou                 | 1           | 2002                           |
| Céline Dion           | 1           | 2002                           |
| Renaud                | 1           | 2003                           |
| Axelle Red            | 1           | 2003                           |
| Kyo                   | 1           | 2004                           |
| Calogero              | 1           | 2005                           |
| Passi                 | 1           | 2005                           |
| Superbus              | 1           | 2008                           |
| Cléopâtre             | 1           | 2009                           |
| Mozart, l'opéra rock  | 1           | 2010                           |
| Justin Nozuka         | 1           | 2011                           |
| Zaho                  | 1           | 2011                           |
| Simple Plan           | 1           | 2012                           |
| Marie-Mai             | 1           | 2012                           |
| Sexion d'Assaut       | 1           | 2013                           |
| Robin des Bois        | 1           | 2013(15th Edition)             |
| Daft Punk             | 1           | 2014                           |
| Indochine             | 1           | 2024                           |

## Palmarès
| Année                | Artiste                     |
| -------------------- | --------------------------- |
| 2000                 | Zebda                       |
| 2001                 | Les Dix Commandements       |
| 2002                 | Garou & Céline Dion         |
| 2003                 | Renaud & Axelle Red         |
| 2004                 | Kyo                         |
| 2005                 | Calogero feat. Passi        |
| 2006                 | Le Roi Soleil               |
| 2007                 | Le Roi Soleil               |
| 2008                 | Superbus                    |
| 2009                 | Cléopâtre                   |
| 2010                 | Mozart, l'opéra rock        |
| 2011                 | Zaho feat. Justin Nozuka    |
| 2012                 | Marie-Mai feat. Simple Plan |
| 2013                 | Sexion d'Assaut             |
| 2013 (15th Edition)  | Robin des Bois              |
| 2014                 | Daft Punk                   |
| 2015                 | Fréro Delavega              |
| 2016                 | Fréro Delavega              |
| 2017                 | Bigflo et Oli               |
| 2018 (20th Edition)  | Bigflo et Oli               |
| 2019                 | Bigflo et Oli               |
| 2020 (Paris Edition) | Vitaa & Slimane             |
| 2021                 | Vitaa & Slimane             |
| 2022                 | Bigflo et Oli               |
| 2023 (25th Edition)  | Bigflo et Oli               |
| 2024                 | Indochine                   |